# Bauhinia armata
Bauhinia armata là một loài thực vật có hoa trong họ Đậu. Loài này được Otto miêu tả khoa học đầu tiên.